# Josua Mejías
Josua Antonio Mejías García (Valencia, Carabobo, Venezuela, 9 de junio de 1997) es un futbolista venezolano que juega como defensa en el Debreceni S.C de la Nemzeti Bajnokság I.

## Trayectoria
Josua Mejías empezó su carrera como futbolista en las categorías inferiores (Sub-18) del Carabobo, paso por el filial, hasta debutar en Primera División el 12 de julio de 2015 con el Carabobo Fútbol Club en un partido ante Petare Fútbol Club con empate 0-0.
En julio de 2017, tras ser subcampeón del mundo con su selección en el Mundial Sub-20, abandonó las filas del Carabobo para firmar en calidad de cedido por el C. D. Leganés de España. El 1 de septiembre de 2017 fue cedido al F. C. Cartagena para la temporada 2017-18.
Luego de una temporada en Cartagena, el 2 de julio de 2018 el C. D. Leganés hizo oficial su fichaje por las próximas cinco temporadas. El 30 de julio del mismo año lo cedió una temporada al Gimnàstic de Tarragona.
Posteriormente volvió a estar cedido una temporada en el F. C. Cartagena antes de regresar para hacer la pretemporada con el C. D. Leganés.
Para la temporada 2019-20 el Atlético de Madrid B se hizo con su servicios como petición del DT argentino Diego Simeone. Formó parte del filial pero se entrenó con el primer equipo bajo órdenes del Cholo.
El 29 de septiembre de 2020 se hizo oficial su cesión al Málaga C. F. de la Segunda División por una temporada, hasta el 30 de junio de 2021. El 26 de agosto del mismo año fue el Beitar Jerusalén de la Liga Premier de Israel quien logró su cesión.
El 1 de agosto de 2023, firma por el Atenas Kallithea F. C. de la Segunda Superliga de Grecia.

## Selección nacional

### Selecciones juveniles
Mejías estuvo en cada uno de los módulos de preparación de la selección de fútbol sub-20 de Venezuela para el Campeonato Sudamericano de Fútbol Sub-20 de 2017 que da la clasificación al mundial de la categoría, siendo pieza fundamental e innamovible para Rafael Dudamel en la pareja de centrales junto a Williams Velásquez.
En enero de 2017, formó parte de la selección que jugó el Campeonato Sudamercano Sub-20 efectuado en Ecuador, entre el 18 de enero y el 11 de febrero, en el cual quedaron en el tercer puesto y consiguieron la clasificación a la Mundial Sub-20 a realizarse en Corea del Sur. Mejías disputó 7 partidos y convirtió un gol en dicho campeonato en el encuentro ante su similar Uruguay, el cual finalizó 3-0 a favor de Venezuela.
Para mayo de 2017 Mejías es convocado para el Copa Mundial de Fútbol Sub-20 de 2017, en el cual hizo su debut en el partido de la semifinal ante su similar de Uruguay en la victoria por penales 4-3 tras el 1-1 luego de haber disputado el tiempo reglamentario y la prórroga. Josua fue titular, recibió una amonestación y provocó el penal que terminó abriendo el marcador.
Con 20 años fue subcampeón del mundo con su selección en el Mundial Sub-20 disputado en Corea el mes de junio de 2017.

### Participaciones internacionales
| Selección | Competición                           | Sede          | Resultado    | Partidos | Goles |
| --------- | ------------------------------------- | ------------- | ------------ | -------- | ----- |
| Sub-20    | Sudamericano Sub-20 de 2017           | Ecuador       | Tercer lugar | 7        | 1     |
| Sub-20    | Copa Mundial de Fútbol Sub-20 de 2017 | Corea del Sur | Subcampeón   | 2        | 0     |
| Total     | Total                                 | Total         | Total        | 9        | 1     |

## Clubes
- Actualizado al 14 de marzo de 2021.

| Club                            | País      | Año           | Partidos | Goles |
| ------------------------------- | --------- | ------------- | -------- | ----- |
| Carabobo                        | Venezuela | 2015-2018     | 40       | 1     |
| F. C. Cartagena (cesión)        | España    | 2017-2018     | 28       | 0     |
| C. D. Leganés                   | España    | 2017-presente | 0        | 0     |
| Gimnàstic de Tarragona (cesión) | España    | 2018          | 7        | 0     |
| F. C. Cartagena (cesión)        | España    | 2019          | 11       | 0     |
| Atlético de Madrid "B" (cesión) | España    | 2019-2020     | 22       | 1     |
| Málaga C. F. (cesión)           | España    | 2020-2021     | 20       | 0     |
| Beitar Jerusalén                | Israel    | 2021-2023     | 26       | 0     |
| Atenas Kallithea F. C.          | Grecia    | 2023-2025     | 49       | 1     |
| Debreceni S.C                   | Hungría   | 2025-         |          |       |

## Palmarés

### Campeonatos nacionales
| Título                      | Club                   | País   | Año     |
| --------------------------- | ---------------------- | ------ | ------- |
| Segunda Superliga de Grecia | Atenas Kallithea F. C. | Grecia | 2023/24 |